# سس لوته

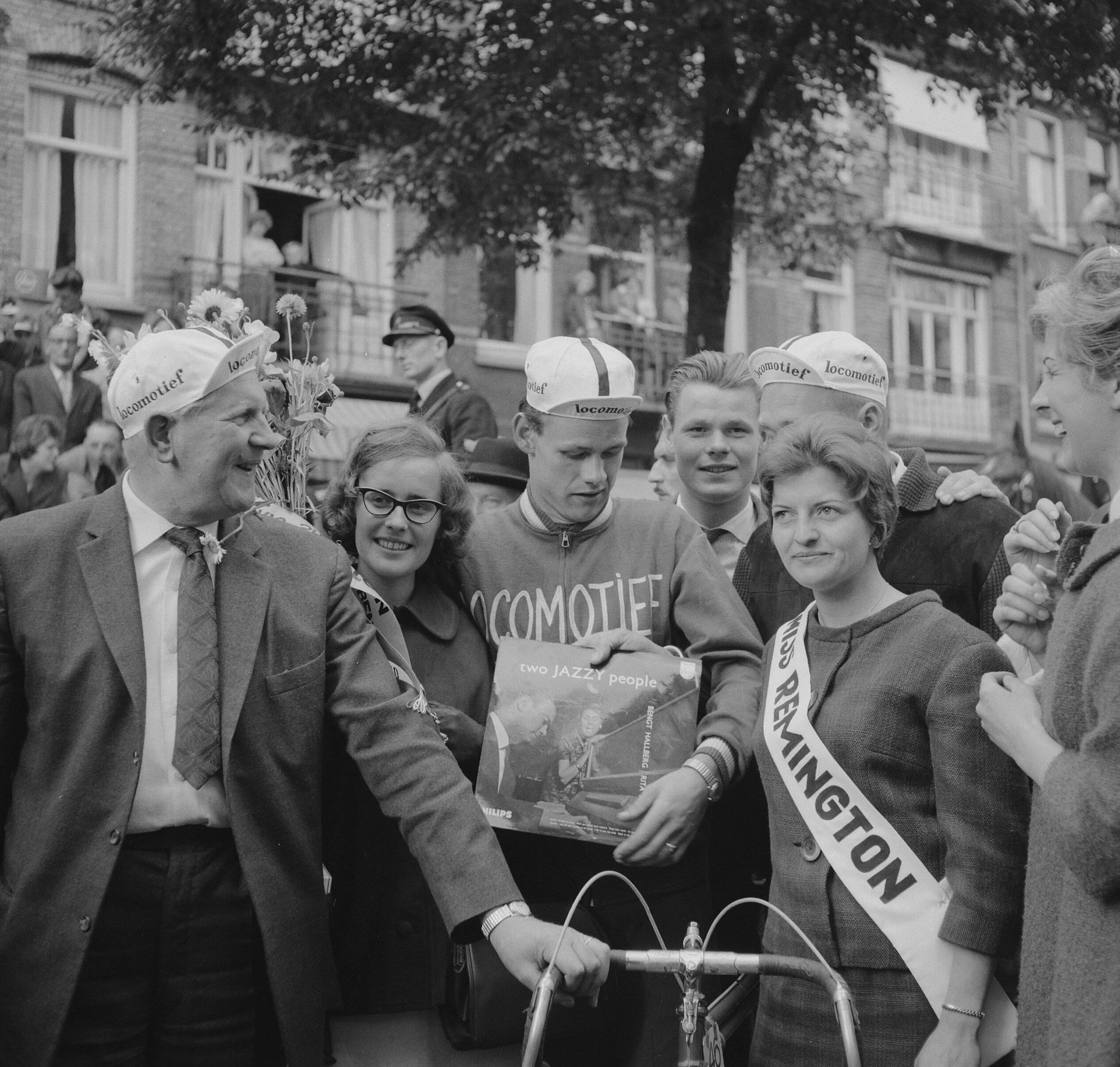
«سس لوته» با کلاه در وسط تصویر، سال ۱۹۶۱

سس لوته (هلندی: Cees Lute؛ زادهٔ ۲۲ مارس ۱۹۳۹ ‏(۸۵ سال)) دوچرخه‌سوار اهل هلند است.
از باشگاه‌هایی که در آن رکاب زده‌است می‌توان به تیم دوچرخه‌سواری سن-رافائل اشاره کرد.